# Tight
Tight — дебютный студийный альбом нью-йоркской группы Mindless Self Indulgence, выпущенный в 1999 году.

## Об альбоме
Пластинка является очень редкой и часто продаётся на интернет-аукционах за цену свыше $100.
«Bring the Pain» — кавер-версия песни Method Man из альбома Tical. «Bite Your Rhymes» переиначивает текст песни Vanilla Ice «Ice Ice Baby». На альбоме присутствует скрытый трек «JX-47», где гитарист Steve, Righ? играет на акустической гитаре и поёт бессмыслицу - как оказалось, эта песня была пародией на людей, болеющих синдромом Дауна. Песни "Mindless Self Indulgence" и "Ecnegludni Fles Sseldnim" являются записями с автоответчика группы.
В 2008 году группа выложила весь альбом на свою страницу на MySpace в честь девятилетия альбома.
26 апреля 2011 году альбом был переиздан под названием Tighter. Помимо изменения внешнего вида, в альбом были включены 12 песен, которые до этого ранее не издавались, и бонусный DVD.

## Список композиций
1. «Grab The Mic» — 1:20
2. «Bring The Pain» — 3:39
3. «Mindless Self Indulgence» — 0:22
4. «Tight» — 2:47
5. «Diabolical» — 1:43
6. «Molly» — 1:44
7. «Tornado» — 1:51
8. «Daddy» — 1:20
9. «Pussy All Night» — 2:21
10. «Apple Country» — 1:07
11. «Dickface» — 2:07
12. «Bite Your Rhymes» — 2:38
13. «Tornado (recorded live at CBGB May 23, 1998)» — 1:57
14. «Ecnegludni Fles Sseldnim» — 6:47

## Список бонусных композиций с Tighter
1. «Ecnegludni Fles Sseldnim» - 0:17
2. «JX-47» - 3:35
3. «Shnooze» - 0:09
4. «Cake» - 1:25
5. «I Hate Everyone» - 1:03
6. «If I Only Didn't Want to F the Ones Who Didn't Want to F Me» - 1:39
7. «Agents» - 0:18
8. «Bring The Pain» (New Wave) - 4:15
9. «Tornado» (Cassingle Version) - 2:17
10. «This Isn't Good» - 1:57
11. «Dickface» (Demo) - 1:56
12. «Tight» (8-Bit) - 2:40
13. «I Think I Turned 22» - 1:23
14. «Free as a Birdie» - 1:38

## Участники записи
- Джимми Юрин — вокал, семплирование
- Steve, Righ? — гитара, бэк-вокал
- Vanessa Y. T. — бас-гитара
- Китти — ударные